# 姚黛瑋
姚黛瑋（英語：Debbie Yao，1966年2月17日—），臺灣女歌手、女演員，生於台北市。畢業於臺北市立士林高級商業職業學校、實踐大學進修部家庭研究與兒童發展學系。1986年出道，出過七張唱片，歌唱事業不見起色，但讓她廣為人知出名的是1991年與曹蘭搭擋的華視《綜藝萬花筒》角色「檳榔姊妹花」。2010年參與中視無線台《金曲超級星》藝人歌唱比賽，爭取發片機會，一圓重新發行個人專輯的夢想。2013年以公視《幸福蜜方》入圍第48屆金鐘獎迷你劇集／電視電影女配角獎。

## 音樂作品

### 專輯
| 專輯名稱              | 曲目 |
| 《金韻獎紀念合輯1》   | |
| 《金韻獎紀念合輯2》   | |
| 《Summer Vacation》   | |
| 《新鮮女孩》          | 曲目 1. 愛情成績單 2. 只有我值得 3. 生活的縫隙 4. 另一個自己 5. 永不實現的夢 6. 當愛情走過 7. 如果我是蝴蝶 8. 夏日邂逅 9. 無法抗拒的愛 10. 難說 |
| 《丁香與肉桂的女郎》  | 曲目 1. 當愛在的時候 2. 我不願被愛情追逐 3. 開朗將來 4. 和自己相處 5. 你愛我嗎 6. 危險的吸引力 7. 靠近我 8. 情人的夢 9. 愛情課題 10. 我喜歡這種感覺 |
| 《聲音》              | 曲目 1. 多讓我一些 2. 窒息 3. 無岸之河 4. 不要在傷心的時候來找我 5. 愛的理由 6. 護照 7. 你還能愛我多久 8. 留言 9. 你手中的煙 10. 謝謝你給我成熟的機會 |
| 《感情的事很難說》    | 曲目 1. 9月6號-楔子 2. 感情的事很難說 3. Open eyes 4. 放開愛 5. 睡衣 6. 愛情大掃除 7. 認輸 8. 安全感 9. 上一分鐘下一分鐘 10. 一個人走走 |
| 《You've Got Friend》 | 曲目 CD1交個朋友 CD2+Remix超值混音版 愛情大掃除(Remix) Debbie(non-stop) a.9月6日 b.窒息 c.留言 d.有話直說 e.上一分鐘下一分鐘 f.Open eyes 1. You've got a friend 2. I hate myself for loving you 3. arden my heart 4. You light up my life 5. Slow hand 6. Don't cry for me Argentina 7. How do I live 8. Woman in love 9. Desert moon 10. Heartbreaker 11. Blue bayou 12. Unchained melody |
| 《玻璃的眼淚》        | 曲目 1. 玻璃的眼淚 2. 愛你只到明天 3. 認真 |

### 金曲超級星比賽成績
| 集數 | 播出日期   | 節目主題        | 演唱歌曲                                | 觀眾(30%) | 評審(70%) | 總分數 | 註                          |
| ---- | ---------- | --------------- | --------------------------------------- | --------- | --------- | ------ | --------------------------- |
| 01   | 2010/01/03 | 全國藝人總決賽  | 你把我灌醉／黃大煒                      | -         | -         | 晉級   | 第二階段晉級                |
| 02   | 2010/01/10 | 24強 明星對決PK | 除了愛你還能愛誰／動力火車              | 41/70(18) | 90(63)    | 81     | 與黃雅珉同分晉級            |
| 03   | 2010/01/17 | 大明星情藝相挺  | 這些日子以來／張清芳&范怡文             | 23/70(10) | 77(54)    | 64     | feat.賴佩霞                 |
| 09   | 2010/03/07 | 9強歌手合唱賽   | Can't take my eyes off you／弗蘭基·瓦利 | 63/70(27) | 84(59)    | 86     | feat.陳嘉唯，敗部復活成功   |
| 10   | 2010/03/14 | 金曲天團大賽    | 我要你的愛／葛蘭                        | 70/70(30) | 84(59)    | 89     | feat.吳佩珊，團名"Double D" |

## 電視劇
| 年份   | 頻道                   | 劇名                              | 角色           |
| 1993年 | 華視                   | 《劉伯溫傳奇》啼笑情緣            | 白鳳           |
| 2001年 | 中視                   | 《吐司男之吻》                    | 小薰媽         |
| 2002年 | 大愛電視台             | 《雲彩飛揚》                      | 林美慧         |
| 2003年 | 大愛電視台             | 《智慧花開》                      | 陳月樺         |
| 2004年 | 中視                   | 《男丁格爾》                      | 沈品瑤         |
| 2004年 | 民視                   | 《慾望人生》                      | 劉雅芬         |
| 2005年 | 大愛電視台             | 《七輩婦》                        | 黃麗米         |
| 2005年 | TVBS歡樂台             | 《8星報喜》                       | 櫻桃姐         |
| 2006年 | 中視                   | 《白色巨塔》                      | 常憶如         |
| 2007年 | 大愛電視台             | 《牽手天涯》                      | 洪母           |
| 2008年 | 華視                   | 《蜂蜜幸運草》                    | 田由美         |
| 2009年 | 公視                   | 《早秋的散步》                    | 蘇玉蘭         |
| 2010年 | 大愛電視台             | 《愛在我心深處》                  | 莊玉華         |
| 2010年 | 台視                   | 《飯糰之家》                      | 蘇紹華         |
| 2010年 | 東森幼幼台             | 《萌學園之萌騎士傳奇》            | 霍夫人         |
| 2011年 | 大愛電視台             | 《戀戀情深》                      | 謝淑惠         |
| 2011年 | 大愛電視台             | 《敲磚的女人》                    | 侯葉珠         |
| 2011年 | 台視                   | 《我的完美男人》                  | 大姐頭         |
| 2011年 | 台視                   | 《姊妹》                          | 楊德蕙         |
| 2011年 | 網路劇                 | 《愛在山海花都》                  | 畢媽           |
| 2012年 | 大愛電視台             | 《生命花園》                      | 紀淑媛         |
| 2012年 | 大愛電視台             | 《我愛波麗士》                    | 潤華           |
| 2012年 | 中視                   | 《戀夏38℃》                       | 陳美春         |
| 2012年 | 台視                   | 《半熟戀人》                      | 汪美娟         |
| 2013年 | 華視                   | 《金牌老爸》                      | 林太太(凌美惠) |
| 2013年 | 三立都會台、東森綜合台 | 《回到愛以前》                    | 喬琪           |
| 2013年 | 台視                   | 《惡男日記》                      | 黃惠蘭         |
| 2013年 | 公視                   | 《幸福蜜方》                      | 菲菲姊         |
| 2015年 | 三立都會台、東森綜合台 | 《22K夢想高飛》                   | 錢如曦         |
| 2015年 | 三立台灣台             | 《世間情》                        | 王春桃         |
| 2016年 | 三立都會台、東森綜合台 | 《大人情歌》                      | 老闆娘         |
| 2016年 | 三立台灣台             | 《甘味人生》                      | 陳招弟         |
| 2016年 | 公視                   | 《滾石愛情故事-對面的女孩看過來》 | 姚母           |
| 2017年 | 大愛電視台             | 《平凡很幸福》                    | 老闆娘         |
| 2018年 | 民視                   | 《實習醫師鬥格》                  | 許玲芬         |
| 2018年 | 民視                   | 《幸福來了》                      | 洪美仁         |
| 2019年 | 公視                   | 《追夢 Do Re Mi》                 | Candy姊        |
| 2019年 | 民視                   | 《大時代》                        | 張美滿         |
| 2019年 | 華視                   | 《守著陽光守著你》                | 劉淑麗         |
| 2021年 | 公視                   | 新創電影《人球》                  | 張淑美         |
| 2021年 | 台視                   | 《一個屋簷下》                    | 蔡素真         |
| 2022年 | KKTV                   | 《基因決定我愛你》                | 浦媽           |
| 2022年 | 民視                   | 《黃金歲月》                      | 金夫人(客串)   |
| 2023年 | 大愛電視台             | 《搜尋者》                        | 前妻           |
| 2024年 | 民視                   | 《愛的榮耀》                      | 陳淑女         |
| 2024年 | 中視、三立都會台       | 《幸福房屋事件簿》                | 小游媽         |
| 2026年 | 民視、公視台語台       | 《阿松與阿暖》                    |                |

## 電影
| 上映年份 | 電影名稱       | 飾演       | 導演   |
| 1995年   | 《新烏龍院2》  | 小文的生母 | 朱延平 |
| 2022年   | 《初戀慢半拍》 | 美秀       | 陳駿霖 |

## 舞台劇
- 台北國家劇院《北京人》
- 果陀劇場《我的大老婆》飾琳達（2005年）、《愛神怕不怕》飾SALLY（2002年）、《吻我吧!娜娜》飾 郝麗娜（1998年）

## 主持作品

### 電視節目
| 頻道       | 節目           | 備註                                                     |
| 飛梭綜藝台 | 豬哥亮臭彈秀   | 助理主持，與豬哥亮、謝金燕、蔡佳宏、王彩樺、別霖搭檔主持 |
| 華視       | 綜藝萬花筒     | 固定班底，扮演檳榔姊妹花等                               |
| 華視       | 抱喜報喜DoReMi | 固定班底                                                 |
| 華視       | 鑽石舞台       | 助理主持                                                 |
| 華視       | 勁歌金曲五十年 | 與曹蘭或青山主持                                         |
| 華視       | 中秋月光晚會   | 1996年中秋節特別節目，與青山主持                         |
| 台視       | 彩虹假期       | 與檢場、陳凱倫主持                                       |
| 超視       | 黃金傳奇       | 與曾國城主持（第316集至第341集）                         |
| 超視       | 超級台灣霹靂吼 | 主持                                                     |
| 中天娛樂台 | 2100全民亂講   | 固定班底，模仿張雅琴、宗才怡、李慶安、連方瑀、鳳飛飛     |
| 緯來       | 哈啦!嗑電影    | 節目主持                                                 |
| 東森綜合台 | 冠軍爭霸戰     |                                                          |

### 廣播電台
| 頻道             | 節目               |
| 台南古都電台     | 《歡喜就好》       |
| 台北之音         | 《台北卡布奇諾》   |
| 牽手之聲網路電台 | 《黛比的生命花園》 |

## 出版作品

### 書籍
| 年份   | 書名                                | 作者 | 出版社   | ISBN               |
| 2004年 | 《他說,她說》                       | 姚黛瑋, 錢伯陞 | 台視文化 | ISBN 9575656288    |
| 2021年 | 狂飆的18鐵人 台灣經典賽事與備賽攻略 | 姚黛瑋, 陳彥良, 王千由, 王心恬, 江晏慶, 何航順, 李詹瑩, 林玉芳, 林金財, 林澤浩, 范永奕, 段慧琳, 姚焱堯,許元耕, 郭修森, 郭家齊, 黃柏青, 楊志祥, 謝伯韶 | 墨刻     | ISBN 9789862896099 |

## 獎項紀錄
| 年份   | 獲提名               | 獎項                                   | 結果 |
| ------ | -------------------- | -------------------------------------- | ---- |
| 2005年 | 大愛劇場－《七輩婦》 | 第40屆金鐘獎戲劇類連續劇女配角獎       | 提名 |
| 2013年 | 公視《幸福蜜方》     | 第48屆金鐘獎迷你劇集／電視電影女配角獎 | 提名 |

## 外部連結
- 姚黛瑋在互联网电影资料库（IMDb）上的資料（英文）
- 鳳凰藝能－姚黛瑋 （页面存档备份，存于）